# Robert G. Wilmers
Robert George « Bob » Wilmers (20 avril 1934 – 16 décembre 2017) était un banquier milliardaire américain,. Il a été président et chef de la direction de M&T Bank de 1983 à son décès en 2017,,.

## Biographie
Robert George Wilmers est né à New York le 20 avril 1934. Il était l'un des trois enfants de Charles Wilmers, dirigeant de la société faîtière belge de services publics Sofina, qui allait en devenir président, et de son épouse Cecilia. Il a grandi à New York et en Belgique.
Il fut diplômé de la Phillips Exeter Academy et du Harvard College (1956) et fréquenta la Harvard Graduate School of Business Administration.
Il commença sa carrière chez Bankers Trust Co. en 1962, au sein du gouvernement de New York sous les ordres du maire John Lindsay en tant qu'officiel financier dans les années 1960, puis travailla pour la Morgan Guaranty Trust Company.
Il fut président et chef de la direction de M&T Bank, et de sa filiale, Manufacturers and Traders Trust Company, à partir de 1983.
En 1992, la Buffalo School of Management de l’université d’État de New York nomma Wilmers « directeur de l'année des frontières du Niagara ». En 1991, la Chambre de commerce du Grand Buffalo le nomma « New-Yorkais de l'Ouest de l’année ». Il reçut des diplômes honorifiques du Canisius College (en) (1988), de l'université de Niagara (1991) et de l'université d'État de New York à Buffalo (2004). Le journal The Buffalo News le nomme « citoyen de l'année » en 1987 et 1994. Wilmers prit sa retraite en tant que P-DG en 2005, mais est revenu 18 mois plus tard après que son successeur, Robert Sadler, ait démissionné de son poste et reçut ensuite le prix de l'accomplissement d'une vie de l'American Banker en 2005. En 2008, Wilmers fut nommé Chevalier de la Légion d'honneur par le président de la République française. En décembre 2011, il fut nommé « banquier de l'année » par American Banker (en).
En 1998, il acheta avec sa femme, Elisabeth Wilmers — laquelle est française —, le château Haut-Bailly, un domaine viticole bordelais. Il achètera la propriété voisine de château Le Pape en 2012.
Il a été président de l'Empire State Development Corporation (en) de 2008 à 2009, président de la New York State Bankers Association en 2002 et administrateur de la Réserve fédérale de New York de 1993 à 1998.
En janvier 2017, en raison de la hausse de la valeur des actions bancaires, Wilmers était devenu un milliardaire.
Wilmers décède chez lui à New York le 16 décembre 2017 d'une crise cardiaque due aux suites d'une opération,,.